# Dumnoni
I Dumnoni erano una tribù celtica della penisola sud-occidentale della Britannia durante l'Età del Ferro e il primo periodo romano.
Il loro nome si rifletteva in quello romano della città di Exeter, cioè Isca Dumnoniorum ("Isca dei Dumnoni"), che suggerisce come questa fosse un oppidum celtico, o comunque una città fortificata, sulle rive dell'Exe, prima della fondazione dell'insediamento romano attorno al 50 d.C. Questo popolo avrebbe dato il suo nome alla contea di Devon. Amédée Thierry (Histoire des Gauloises, 1828) mise in relazione questo popolo con gli abitanti della Cornovaglia.

## Storia
Si pensa che i Dumnoni avessero occupato il Somerset, il Devon la Cornovaglia e, forse, parte del Dorset. Non sembrano avere avuto una struttura politicamente centralizzata: le fortificazioni collinari dell'Età del Bronzo e di quella del Ferro indicano, infatti, l'esistenza di piccoli gruppi tribali, che vivevano l'uno vicino all'altro.
Nella sua Geografia, Claudio Tolomeo (II secolo) colloca i Dumnoni a ovest dei Durotrigi e menziona le loro quattro città: Isca Dumnoniorum (poi Caeresk e ora Exeter), Tamara (forse sul fiume Tamar), Uxella (forse sul fiume Axe, nel Somerset) e Voliba (non identificata). La Cosmografia ravennate aggiunge anche i nomi di due altri insediamenti: Nemetostatio, (forse North Tawton, nel Devon) e Durocornavium (non identificata). Il nome Durocornavium implica l'esistenza di una tribù chiamata Cornavi, forse gli antenati della popolazione della Cornovaglia.
Nel periodo post-romano emerse il regno britannico della Dumnonia, che copriva l'intera penisola, sebbene divisa, forse, in diversi regni dipendenti.
Secondo alcuni la battaglia del Monte Badon, in cui i Dumnoni scacciarono gli Anglosassoni, sarebbe stata combattuta nel Devon, anche se la maggior parte degli storici ritiene che avrebbe avuto luogo vicino a Bath. Il territorio della Dumnonia fu gradualmente ridotto a poco più dell'odierna Cornovaglia dall'espansione del Wessex.
Dato che il confine orientale della Dumnonia era arretrato ad ovest, molti pensano che la storia della tribù sia finalmente diventata indistinguibile da quella del regno di Cornovaglia. I toponimi medioevali di Domnonée e di Cornovaglia/Kernev probabilmente derivarono da emigranti provenienti dal Devon e dalla Cornovaglia.
Secondo Guglielmo di Malmesbury una popolazione celtica britannica avrebbe vissuto nell'area del Devon, insieme ai Sassoni, nel X secolo. Una parte di Exeter mantenne il titolo di Piccola Britannia fino al XVIII secolo.
I Dumnoni avrebbero parlato un dialetto britannico, antenato del moderno cornico, di cui ci sono tracce ad est del fiume Tamar.
Le corti e i parlamenti di Stannary, che furono stabiliti dopo la concessione ai minatori della regione di una "carta" da parte di Giovanni d'Inghilterra nel 1201, avevano riconosciuto i diritti legali e la condizione distintivi del Devon e della Cornovaglia. Tuttavia, Edoardo I d'Inghilterra spezzò questa unione legale, stabilendo parlamenti e corti separate per le due contee del Devon e della Cornovaglia (1305.
Gli storici dell'età vittoriana chiamarono spesso questa tribù con il nome di Damnoni, che è anche quello di un'altra popolazione celtica della Scozia, anche se non si conoscono prove di collegamenti fra questi due popoli. Un'altra tribù con un nome simile (anche in questo caso senza collegamenti conosciuti) sembra essere stata presente in Irlanda, come indicato dalla presenza, nel Connacht, di una popolazione dei Fir Domnann.

## Fonti e riferimenti bibliografici
- Tolomeo, Geografia 2.2
- (FR) Amédée Thierry, L'Histoire des Gauloises pt iii, chapter II, su perso.wanadoo.fr.
- (FR)  Marie-France Piguet, "Observation et histoire: Race chez Amédée Thierry et William F. Edwards" in L'Homme 153